# Saint-Créac (Gers)
Saint-Créac – miejscowość i gmina we Francji, w regionie Oksytania, w departamencie Gers.
Według danych na rok 1990 gminę zamieszkiwało 114 osób, a gęstość zaludnienia wynosiła 14 osób/km² (wśród 3020 gmin regionu Midi-Pireneje Saint-Créac plasuje się na 949 miejscu pod względem liczby ludności, natomiast pod względem powierzchni na miejscu 1235).